# Ruta de Illinois 99
La Ruta de Illinois 99, y abreviada IL 99 (en inglés: Illinois Route 99) es una carretera estatal estadounidense ubicada en el estado de Illinois. La carretera inicia en el sur desde la IL 104     en Meredosia hacia el norte en la IL 101     en Brooklyn. La carretera tiene una longitud de 51,6 km (32.08 mi).

## Mantenimiento
Al igual que las autopistas interestatales, y las rutas federales y el resto de carreteras estatales, la Ruta de Illinois 99 es administrada y mantenida por el Departamento de Transporte de Illinois por sus siglas en inglés IDOT.